# Staatsrat (Russisches Kaiserreich)

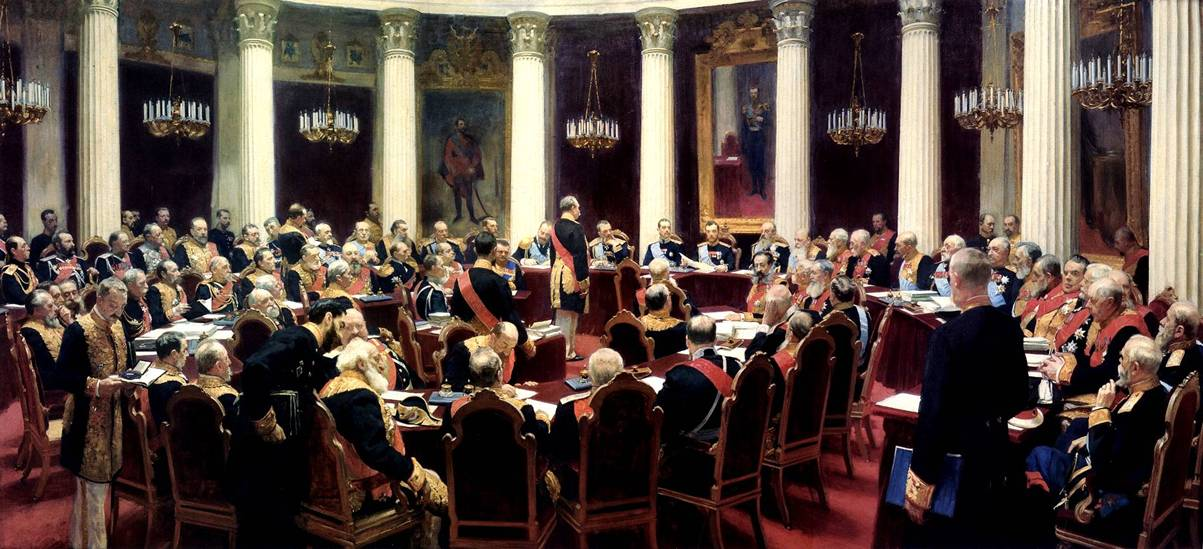
Feierliche Sitzung des Staatsrates am 7. Mai 1901 aus Anlass seines 100-jährigen Bestehens (Gemälde von Ilja Repin)

Der Staatsrat (russisch Госуда́рственный сове́т/Gossudarstwenny sowet; deutsch auch Reichsrat) war im Russischen Kaiserreich von 1810 bis 1906 die höchste gesetzesberatende Körperschaft, von 1906 bis 1917 als obere Kammer des Parlaments gesetzgebende Körperschaft.

## Geschichte

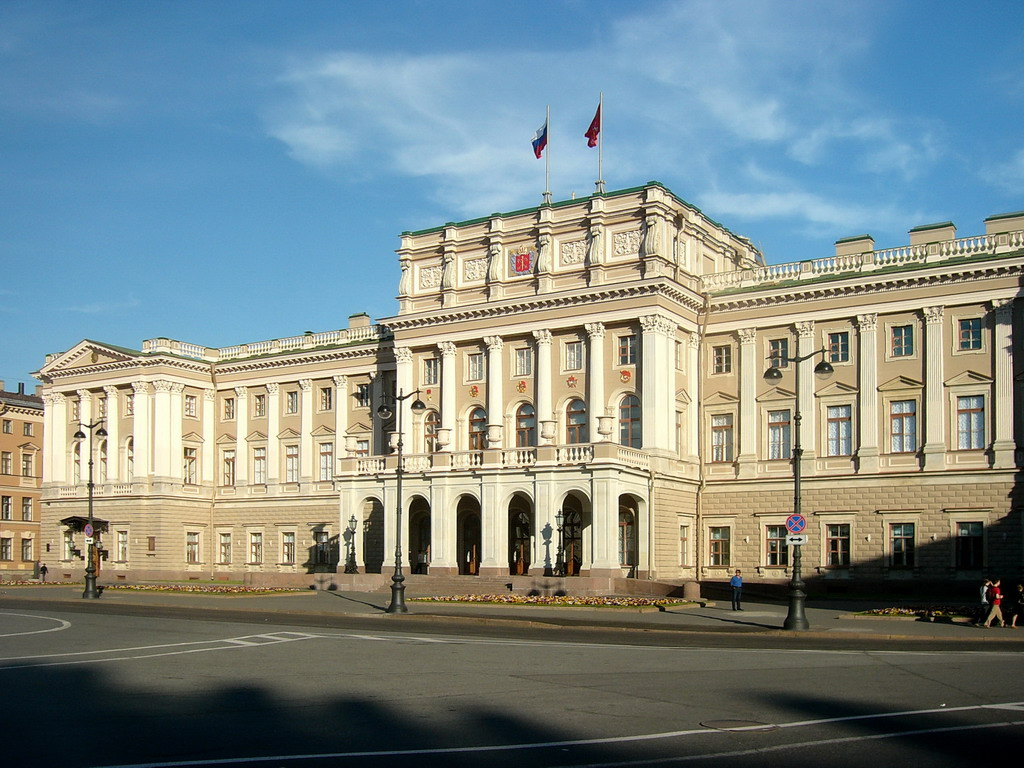
Der Marienpalast, Tagungsort des Staatsrates von 1885 bis 1917.

Vorgänger des Staatsrates des Russischen Reiches war der am 30. Märzjul. / 11. April 1801greg. geschaffene „Unbedingte Rat“ (russ. Nepremenny sowet), der inoffiziell ebenfalls als Staatsrat bezeichnet wurde.

### Von 1810 bis 1906
Der Staatsrat wurde durch ein Manifest des Zaren Alexander I. vom 1. Januarjul. / 13. Januar 1810greg. einberufen. Seine Schaffung war eines der Elemente des durch Michail Speranski ausgearbeiteten Planes zur Umgestaltung des russischen Staatswesens.
Die Mitglieder des Staatsrates wurden durch den Zaren ernannt. Obwohl beliebige Personen Mitglieder des Staatsrates werden konnten, wurde die absolute Mehrheit immer durch Adelige gestellt, in der Regel auf Lebenszeit. Die Mitgliedszahl wuchs von 35 im Jahr 1810 über 60 1890 auf 90 zu Beginn des 20. Jahrhunderts.
Minister waren automatisch Mitglieder des Staatsrates. Der Vorsitzende und sein Stellvertreter wurden alljährlich durch den Zaren bestimmt; wenn der Zar auf Sitzungen des Staatsrates anwesend war, übernahm er für deren Dauer automatisch den Vorsitz. Von 1812 bis 1865 war der Vorsitzende des Staatsrates zugleich Vorsitzender des Ministerrates (Komitet ministrow). Während des Bestehens des Staatsrates und seines Vorgängers von 1801 bis 1906 hatte der Staatsrat 548 verschiedene Mitglieder.

### Von 1906 bis 1917
Infolge der Ereignisse der Revolution von 1905 wurde der Staatsrat durch Manifest des Zaren Nikolaus II. vom 7. Februarjul. / 20. Februar 1906greg. und die Neufassung des Grundgesetzes vom 10. Apriljul. / 23. April 1906greg. in die oberste gesetzgebende Körperschaft des Reiches umgewandelt. Er stellte fortan die obere Kammer des neu geschaffenen Parlamentes dar; untere Kammer war die Staatsduma.
Die Hälfte der Mitglieder des Staatsrates wurde weiterhin vom Zaren ernannt, die andere Hälfte wurde nach fünf Kategorien gewählt: 6 Mitglieder von der Russisch-Orthodoxen Kirche, 18 von Adelsgesellschaften, je ein Mitglied von den Semstwoversammlungen der Gouvernements, 6 von der Akademie der Wissenschaften und den Universitäten sowie 12 von Börsenkomitee und Handelsämtern; außerdem waren zwei Vertreter vom Parlament des Großfürstentums Finnland entsandt. Die Anzahl der gewählten Staatsratsmitglieder wurde alljährlich zum 1. Januar revidiert. Die Anzahl der vom Zaren ernannten Mitglieder durfte diese nicht übersteigen und betrug anfangs 98, die Gesamtzahl damit 196.
Die Semstwovertreter im Staatsrat wurden für jeweils drei Jahre gewählt, alle anderen gewählten Mitglieder für neun Jahre, wobei jeweils ein Drittel der Mitglieder der jeweiligen Kategorie nach dem Rotationsprinzip nach drei Jahren ausgetauscht wurde. Gewählt werden konnten mindestens 40 Jahre alte Personen mit Wahlrecht für die Staatsduma und mindestens mittlerer Bildung, dabei keine ausländischen Staatsangehörigen. Vorsitzender und stellvertretender Vorsitzender des Staatsrates wurden weiterhin vom Zaren aus den ernannten Mitgliedern bestimmt.
Während der Februarrevolution gab Nikolaus II. am 25. Februarjul. / 10. März 1917greg. einen Ukas über die Unterbrechung der Tätigkeit des Staatsrates heraus, die spätestens im April wieder aufgenommen werden sollte. Dazu kam es jedoch nicht. Im Mai 1917 schaffte die Provisorische Regierung die Stellung eines ernannten Staatsratsmitglieds ab; nach der Oktoberrevolution wurde der Staatsrat im Dezember 1917 per Dekret des Rates der Volkskommissare endgültig aufgelöst.

## Vorsitzende des Staatsrates

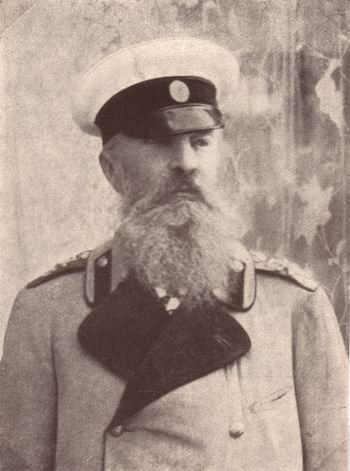
Großfürst Michail Romanow, langjährigster der Vorsitzenden des russischen Staatsrates (1881–1905)

### 1810 bis 1906
1. Graf Nikolai Rumjanzew (1810–1812)
2. Fürst Nikolai Saltykow (1812–1816)
3. Fürst Pjotr Lopuchin (1816–1827)
4. Fürst Wiktor Kotschubei (1827–1834)
5. Graf Nikolai Nowossilzew (1834–1838)
6. Fürst Illarion Wassiltschikow (1838–1847)
7. Graf Wassili Lewaschow (1847–1848)
8. Fürst Alexander Tschernyschow (1848–1856)
9. Fürst Alexei Orlow (1856–1861)
10. Graf Dmitri Bludow (1862–1864)
11. Fürst Pawel Gagarin (1864–1865)
12. Großfürst Konstantin Nikolajewitsch (1865–1881)
13. Großfürst Michail Nikolajewitsch (1881–1905)
14. Graf Dmitri Solski (1905–1906)

### 1906 bis 1917
1. Eduard Frisch (1906–1907)
2. Michail Akimow (1907–1914)
3. Sergei Manuchin (1914)
4. Iwan Golubew (1915)
5. Anatoli Kulomsin (1915–1916)
6. Iwan Schtscheglowitow (1917)

## Mitglieder
Siehe Kategorie:Mitglied des Russischen Staatsrates.

## Tagungsort
Seit 1810 tagte der Staatsrat in einem Saal im Erdgeschoss des Sankt Petersburger Winterpalastes. Nach dem missglückten Attentat auf den Zaren Alexander II. am 5. Februarjul. / 17. Februar 1880greg. wurde aus Sicherheitsgründen vorgeschlagen, den Tagungsort des Staatsrates in ein anderes Gebäude zu verlegen. Von 1885 bis zur Auflösung des Staatsrates 1917 diente dem Staatsrat der Mariinski-Palast (Marienpalast) am Sankt Petersburger Isaaksplatz gegenüber der Isaakskathedrale. Während eines Umbaus im Zusammenhang mit der Erweiterung des Staatsrates zwischen 1906 und dem 15. Oktoberjul. / 28. Oktober 1908greg. wurde ein Saal im Gebäude der Petersburger Adelsversammlung genutzt.